# مامرن
مامرن (بالألمانية: Mammern) هي إحدى بلديات مقاطعة فراونفيلد في كانتون تورغاو في سويسرا. تبلغ مساحتها 5.42 كيلومتر مربع، ويقدر عدد سكانها بـ 626 نسمة (حسب تعداد ديسمبر 2015).

## أعلام
- ليوبولد روزيتشكا